# ۲۰۴۵ (میلادی)
۲۰۴۵ (میلادی) ۲۰۴۵مین سال تقویم میلادی است.

## درگذشتگان
‎